# Carlos Antonio Luna López
Carlos Antonio Luna López (13 de junio de 1955 - 18 de mayo de 1998) fue un ingeniero agrónomo y activista del medio ambiente de Honduras.

## Biografía
Carlos Antonio Luna López nació el 13 de junio de 1955 en la ciudad de La Ceiba, Atlántida. En 1971 se graduó como Perito Agrícola en la Escuela Agrícola John F. Kennedy. En 1976 se gradúa de Ingeniería Agronómica en la Escuela Nacional de Agricultura Posteriormente trabajo en el Instituto Nacional Agrario (INA) en donde conoció al dirigente campesino Hermínio Deras quien fue asesinado en el año de 1983.
Sus hijos son ; Carlos Antonio Luna, César Augusto Luna, Allan Miguel Luna, José Fredy Luna, Roger Herminio Luna, Lubina Mariana Luna, Erick Misael, Claudia Nadezhda, Erin Baloi Luna, Deira idhelin Luna, Ana Carolina Luna, Carlos Guillermo Luna y Luis Carlos Luna.

## Política
Fue miembro del Partido Liberal, en 1997 fue candidato a alcalde de Catacamas en representación de naciente Partido Unificación Democrática. Fue elegido regidor de Catacamas y en 1998 fue nombrado coordinador de la comisión municipal de Medio Ambiente donde se dedicó a la defensa de los recursos naturales y el bosque de Catacamas.

## Asesinato
Carlos Antonio Luna fue asesinado con arma de fuego el 18 de mayo de 1998 al salir de una reunión de la Corporación Municipal de Catacamas. El estado de Honduras según la constitución está obligado a respetar y defender el derecho a la vida, por lo que todos los ciudadanos y familiares de ciudadanos pueden demandar al estado cuando no se les cumple este derecho y a reclamar la manutención por parte del estado de las familias de los padres de familia asesinados, a indemnizaciones y a tratamientos médicos y psicológicos de las víctimas.

## Hechos posteriores
El 13 de enero de 2003, la Comisión Interamericana de Derechos Humanos recibió una petición presentada por el Centro por la Justicia y el Derecho Internacional y el Equipo de Reflexión, Investigación y Comunicación en la que se alega la responsabilidad de la República de Honduras por la violación de los artículos 4, 5, 5, 8, y 2 de la Convención Americana sobre Derechos Humanos en el que se denuncia como responsable por violar el derecho a la vida del señor Carlos Antonio Luna López.
El 19 de mayo de 2014 el estado de Honduras realizó el acto de reconocimiento simbólico en el pide “disculpas” por la violación del derecho a la vida del ciudadano Carlos Antonio Luna López, además la corte ordena la continuación de la investigación y establecimiento correspondientes de responsabilidades de conformidad con el marco legal vigente.
También se le ordenó al estado de Honduras brindar gratuitamente y de forma inmediata el tratamiento psicológico y la provisión gratuita de medicamentos que requirieran los familiares de Carlos Luna.